# (18825) Alicechai
(18825) Alicechai (1999 NO23) – planetoida z pasa głównego asteroid okrążająca Słońce w ciągu 4,69 lat w średniej odległości 2,8 j.a. Odkryta 14 lipca 1999 roku.